# 江川区
江川区（こうせん-く）は、中華人民共和国雲南省玉渓市に位置する市轄区。

## 歴史
634年（貞観8年）に絳県が設置され、760年（上元元年）に河陽郡下に江川県が設置された。2015年12月3日に市轄区の「江川区」に改編された。

## 行政区画
下部に2街道、4鎮、1郷、1民族郷を管轄する。
- 街道
  - 星雲街道、寧海街道
- 鎮
  - 江城鎮、前衛鎮、九渓鎮、路居鎮
- 郷
  - 雄関郷
- 民族郷
  - 安化イ族郷

## 交通

### 道路
- 高速道路
  - S34 玉江高速道路